# Álvaro Matute Aguirre
Álvaro Matute Aguirre (Ciudad de México, 19 de abril de 1943 - Ibídem, 12 de septiembre de 2017) fue un historiador mexicano.
Fue miembro de la Junta de Gobierno de la Universidad Nacional Autónoma de México (UNAM) entre 1999 y 2009; en 2004, recibió el nombramiento como Investigador Emérito de dicha universidad. De 1998 a 2017, fue miembro de la Academia Mexicana de la Historia, donde ocupó el sillón 11. Poco antes de su fallecimiento, se había anunciado su próximo ingreso a la Academia Mexicana de la Lengua en la silla XXXIII.

## Investigador y académico
Fue nieto, por vía materna, del general e ingeniero Amado Aguirre Santiago, quien luchó en la Revolución Mexicana. Egresado de la Escuela Nacional Preparatoria (plantel 5, "José Vasconcelos"), fue licenciado, maestro y doctor en historia de la Universidad Nacional Autónoma de México (UNAM). En la Universidad de Texas, en Austin, cursó un semestre de maestría y se benefició de la Colección Latinoamericana. Fue investigador del Instituto de Investigaciones Históricas y profesor en la Facultad de Filosofía y Letras, en ambos casos en la UNAM, y fue nombrado investigador emérito en 2004. Fue también Investigador Nivel III del Sistema Nacional de Investigadores del Consejo Nacional de Ciencia y Tecnología de México (Conacyt), y ocupó en la Universidad Complutense de Madrid la cátedra José Gaos, en el 2004. Fue nombrado Investigador Emérito de la UNAM en 2004, y fue miembro del Seminario de Cultura Mexicana.
Su trabajo se centró en la historia política y cultural de la Revolución mexicana, en la historiografía mexicana, en José Vasconcelos Calderón y en la  teoría y filosofía de la historia. Recibió el Premio Universidad Nacional en Investigación en Humanidades en 1997 y la Medalla "Capitán Alonso de León" de la Sociedad Nuevoleonesa de Historia, Geografía y Estadística, en 2007. En 1998, ingresó en la Academia Mexicana de la Historia, y su discurso de ingreso fue respondido por Enrique Krauze.
El trabajo de Álvaro Matute se caracterizó por una aguda conciencia del peso de la historiografía pasada en las ideas cambiantes acerca del pasado: cada nuevo texto histórico es parte de una serie que no termina nunca. En esto puede considerarse que continuó las ideas y métodos de trabajo de Edmundo O'Gorman y otros historiadores mexicanos identificados con el historicismo. Pero a diferencia de O'Gorman, su prioridad no fue que su relato de la historiografía fundamentara la caracterización de visiones del mundo o culturas históricas de gran duración y alcance geográfico, pues se interesó más en el diálogo de los libros y el debate entre los historiadores de distintas generaciones. Su punto de vista puede calificarse, en este sentido, de "humanista", en la medida en que postulaba la lectura como un ejercicio de actualización del pasado para la comprensión del presente. Profesor de los primeros semestres y de la asignatura obligatoria de "historiografía de México" en la Facultad de Filosofía y Letras de la UNAM, es difícil calcular el número de las y los historiadores mexicanos que le deben su formación original.
Falleció en la Ciudad de México el 12 de septiembre de 2017.

## Premios y distinciones
- Premio Universidad Nacional en Investigación en Humanidades por la UNAM en 1997.
- Investigador Emérito de la Universidad Nacional Autónoma de México desde 2004.
- Medalla Capitán Alonso de León de la Sociedad Nuevoleonesa de Historia Geografía y Estadística en 2007.
- Premio Nacional de Ciencias y Artes en el área de Historia, Ciencias Sociales y Filosofía de 2008 otorgado por el gobierno federal de México.[8]

## Publicaciones
- Edmundo O’Gorman, ensayos de filosofía de la historia, selección y presentación.
- Aproximaciones a la historiografía de la Revolución mexicana. México, D.F: Universidad Nacional Autónoma de México, 2005. https://www.historicas.unam.mx/publicaciones/publicadigital/libros/449/aproximaciones.html.
- Escribir la historia en el siglo XX: treinta lecturas
- Entre el escepticismo y la epopeya: ensayo de historiografía sobre las revoluciones de México
- Conciencia histórica y hermenéutica: Gadamer y las aporías del historicismo diltheyano
- De la tecnología al orden doméstico en el México de la posguerra
- La historia, entre las humanidades y las ciencias sociales: réplica a Manuel Miño Grijalva
- La historia como ideología
- Ernesto de la Torre, historiador pleno: lecturas históricas mexicanas, una aproximación general a la historia de México
- Justo Sierra, el positivista romántico
- La raza como explicación histórica
- La Revolución mexicana: actores, escenarios y acciones: (vida cultural y política, 1901-1929)[9]
- "Del contacto con el exilio español", en David Jorge (coord.): Tan lejos, tan cerca: Miradas contemporáneas entre México y América Latina. Valencia: Tirant lo Blanch, 2018.